# Mormoiron
Mormoiron ist eine französische Gemeinde mit 1.882 Einwohnern (Stand 1. Januar 2022) im Département Vaucluse in der Region Provence-Alpes-Côte d’Azur.

## Geografie
Mormoiron liegt im Département Vaucluse zwischen den Gemeinden Bédoin, Villes-sur-Auzon und Mazan auf etwa 280 Meter Höhe. Durch den Ort fließt der Bach Ruisseau de Saint-Laurent, der dem Auzon zufließt. Das Gemeindegebiet gehört zum Regionalen Naturpark Mont-Ventoux.

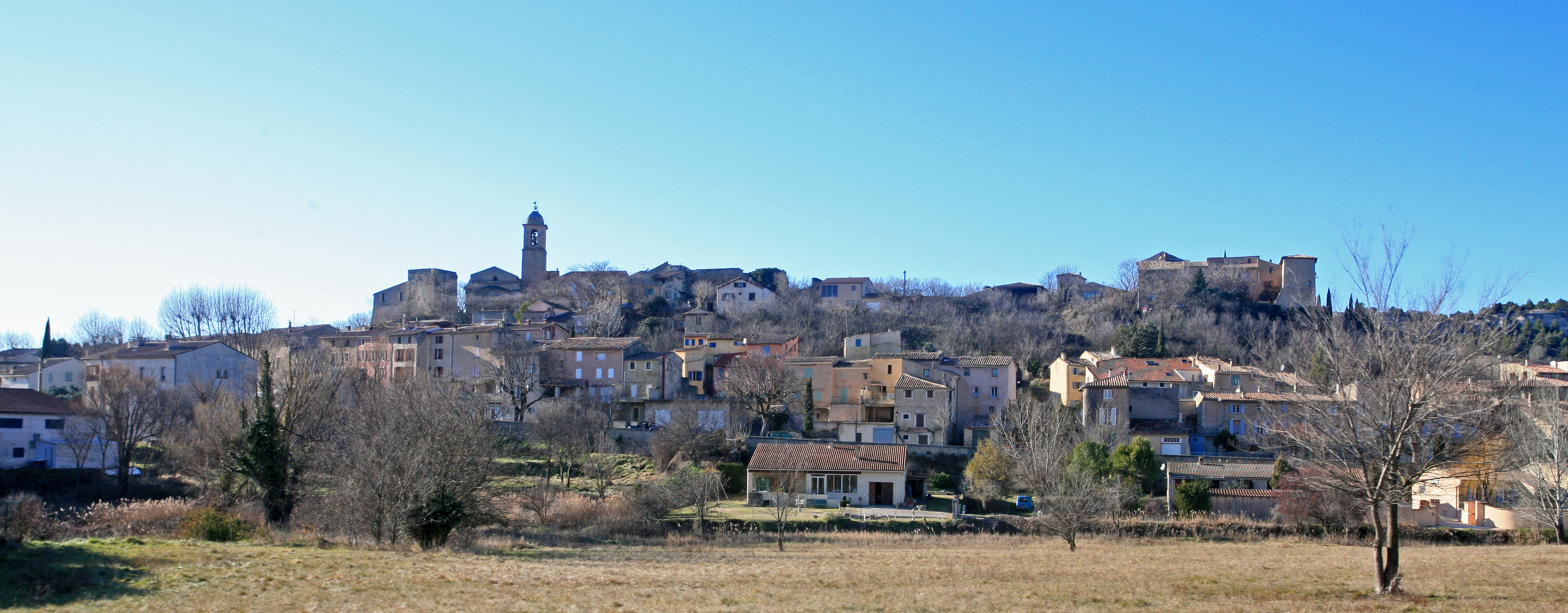
Blick auf Mormoiron

## Bevölkerungsentwicklung
| Jahr      | 1793 | 1856 | 1896 | 1926 | 1954 | 1962 | 1968 | 1975 | 1982 | 1990 | 1999 | 2006 |
| Einwohner | 1617 | 2579 | 1387 | 963  | 922  | 956  | 997  | 1018 | 1070 | 1264 | 1562 | 1785 |

Quellen: INSEE und Cassini

## Wirtschaft
Mormoiron gehört zum Weinanbaugebiet Côtes du Ventoux. Zusammen mit dem Nachbarort Villes-sur-Auzon werden die Trauben über eine Genossenschaft gekeltert, ausgebaut und vertrieben.

## Kultur
Das Museum hat als Thema den Abbau und die Verarbeitung der lokal vorkommenden Bodenschätze (Gips, Ocker und Ton). Es verfügt auch über eine kleine, aber interessante prähistorische und paläontologische Sammlung, darunter das vollständige Skelett eines Palaeotheriums (fossiles Säugetier).